# Маца (село)
Вижте пояснителната страница за други значения на Маца.
Маца е село в Южна България. То се намира в община Раднево, област Стара Загора.

## География
Село Маца се нармира на около 25 km на югоизток от град Раднево.

## История
Село Маца е заселено около 1680 година. Легендата разказва, че наблизо по скалите имало диви пчели и местните ги мамели с маточина, за да ги преместят и вземат меда им. Когато успявали, се нахвърляли лакомо на вкуснотията и целите се намацвали (изцапвали) с мед и восък по устата. От там дошло и името на селото Маца.

## Културни и природни забележителности
В центъра на селото се намира чешма, която същевременно е и паметник, на който са написани имената на част от загиналите във войните.